# 40-я бригада тактической авиации
40-я бригада тактической авиации ((40 БрТА, в/ч А1789), укр. 40-ва бригада тактичної авіації) — воинское формирование в составе воздушного командования «Центр» Воздушных Сил Вооружённых сил Украины.

## История формирования бригады
В январе 1992 года личный состав 92-го истребительного авиационного полка принял присягу на верность украинскому народу.

### История создание полка
92-й истребительный авиационный полк сформирован в период с 05 апреля по 16 мая 1940 года в Киевском Особом военном округе на аэродроме г. Умань на основе одной эскадрильи 7-го иап в составе 4-х эскадрилий на самолётах И-153. Вошёл в состав 38-й истребительной авиабригады ВВС КОВО.

### Переформирование полка
По состоянию на начало 1992 года на вооружении полка находилось 39 самолётов МиГ-29 и 5 учебно-боевых самолётов Миг-23УБ.
1 января 1992 года полк 92-й Краснознамённый истребительный авиационный полк после раздела Вооружённых сил СССР был переподчинен 4-й истребительной авиадивизии Западного района Войск ПВО Украины с местом дислокации г. Мукачево.
У самолётов серии «9-12», стоявших на вооружении полка, начинал стремительно завершаться назначенный ресурс до первого ремонта и поэтому нужно было быстро определиться, что дальше делать с этими машинами. Осваивать ремонт этих самолётов начало государственное предприятие Министерства обороны Украины — Львовский государственный авиаремонтный завод (ЛДАРЗ). Характерной внешней особенностью самолётов, проходивших ремонт во Львове, был новый камуфляж, хоть и обычного двухцветного серо-зелёного окраса. На заводе и менялись опознавательные знаки с красных пятиконечных звезд на сине-жёлтые круги.
В соответствии с требованиями директивы Министерства обороны Украины от 6 января 1993 года, 92-й иап с 21 июля по 1 августа 1993 года был передислоцирован в г. Васильков на место расформированного 146-го иап (летал на Миг-25ПДС). Так соединение заступило на защиту воздушного пространства над столицей Украины. На тот момент полк имел меньше десяти самолётов серии «9-12», которые до конца года сдал в ремонт, получив с ЛДАРЗ четыре аналогичных самолёта, которые ранее принадлежали к 145-го иап (б/н 06 — единственный, который уже после передислокации получил фигуру леопарда; 14, 15 и 36).
С 1 января 1994 года полк входит в состав 49 корпуса ПВО войск ПВО Украины. С 1 октября 1994 года полку присвоен новый условный номер воинской части — А1789.
С 1 июня 1996 года входит в состав 6-й гвардейской истребительной авиационной дивизии 14 авиационного корпуса ВВС Украины.
В связи с реформированием Вооружённых Сил Украины 92-й Краснознамённый истребительный авиационный полк 1 декабря 1996 года вместе с частями обеспечения был реформирован в 207 авиационную базу (командир — подполковник Емец В. И.) на аэродроме г. Васильков (Украина).
1 декабря 1997 года авиабаза была переформирована в 8-й истребительный авиационный полк с частями обеспечения (170 АТехБ и 649 ОБЗ РТЗ).
В 1998 году один из Миг-29 «9-12» (с/н 0390502556, в полку после капремонта в марте 1993) 2-й аэ 92-го полка получил почетное имя «Леонид Быков» с соответствующей надписью и изображением нотного стана. Позже право на почетное имя было передано другому истребителю «изделие 9-13» (бортовой номер «белый 70», с/н 2960728174). Ещё один самолёт этого полка (б/н 22, с/н 2960512147) имел изображение акульей пасти, жабр и глаз в носовой части, а на фальшкилях — силуэты летучих мышей, за что и был прозван «Бэтменом».
В 2000 году два МиГ-29 передали Васильковскому колледжу (в том числе «9-12» б/н 46 из 92-го полка).
С 30 декабря 1999 года, согласно приказу Минобороны Украины, полк с частями обеспечения вошел в состав Войск ПВО Украины, а с 1 декабря 2000 года в соответствии с Директивой Минобороны — переформирован в 40 истребительное авиационное крыло, как основное тактическое соединение авиации Войск ПВО Украины. Вооружение авиакрыла 12 самолётами Л-39 позволило всему лётному составу выполнять полёты на двух типах самолётов, Миг-29 и Л-39.
В октябре 2001 года личный состав авиакрыла участвовал в учениях Войск ПВО Украины в Крыму на полигоне Опук. Перебазирование 10 самолётов из Василькова было осуществлено на аэродром Кировское. Лётный состав выполнял практический отстрел ракет и пуски по воздушным мишеням. Впервые в истории авиации Украины звеном истребителей Миг-29 был уничтожен как воздушная цель БПЛА «Рейс ВР-3» в переднюю полусферу. Ввод в бой пар истребителей и их наведение осуществлялось последовательно из двух зон дежурства в воздухе. Первая пара обнаружила цель и выполнила пуски ракет, но цель не уничтожила. Цель была уничтожена управляемыми ракетами средней дальности ведомым второй пары капитаном Анатолием Поником.

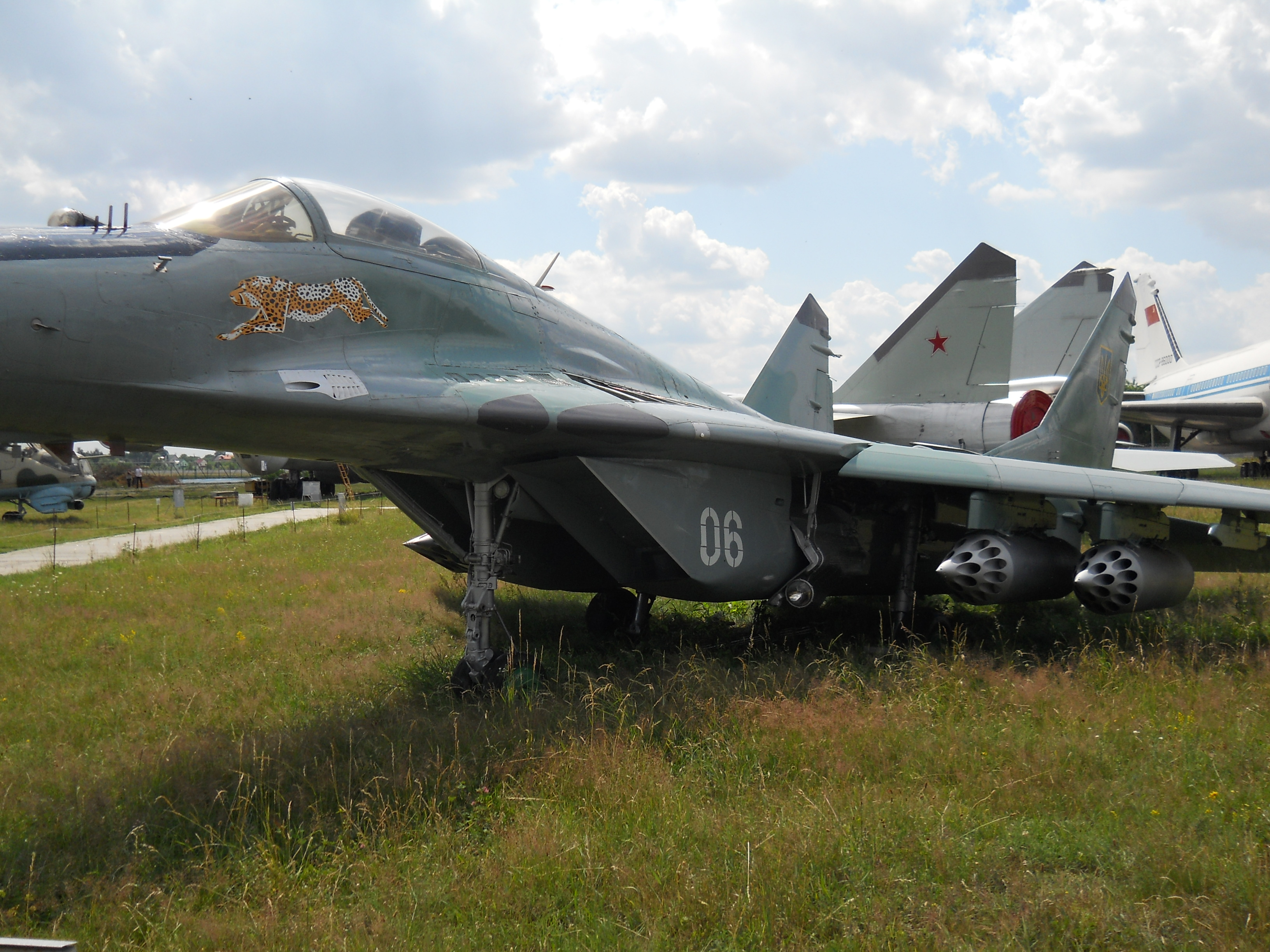
Экспонат МиГ-29 из состава 40-го крыла. Гепард изображен на истребителе бу с эмблемой 92-го ВАП

Приказом Минобороны Украины от 29.04.2002 года № 144 16 июня возобновлено, как годовой праздник 40 такр.
Самолёты МиГ-29 (9-12) в Василькове в последний раз поднимались в воздух в 2001 году, только в 2003 году один из самолётов крыла (б/н «06 белый», с/н 2960505534) прибыл в аэропорт Жуляны, где стал экспонатом Государственного музея авиации Украины.

### Авиационная бригада
В соответствии с директивой главнокомандующего войск противовоздушной обороны ВС Украины от 25.06.2004 года Д-07 40 истребительное авиационное ордена Красного Знамени крыло переименовано в 40-ю авиационную истребительную ордена Красного Знамени бригаду.
В соответствии с Директивой Минобороны Украины от 18 апреля 2007 года №Д-322/1/03 40-ю авиационную ордена Красного Знамени бригаду истребительную переименована в 40-ю ордена Красного Знамени бригаду тактической авиации.
Летный состав и специалисты технически-эксплуатационной части принимали участие в войне на востоке Украины.
28 августа 2014 года на авиабазе в г. Василькове, волонтёры группы «Вернись живым» вручили 40-й и 831-й истребительным авиационным бригадам Воздушных Сил ВС Украины высокоточные GPS-навигаторы. Активисты закупили 15 навигаторов общей стоимостью около 450 тысяч гривен.
Согласно изменениям, внесённым Президентом Украины Петром Порошенко в приказ № 1173 от 30 октября 2000 года, с 18 ноября 2015 года, бригада именуется — 40-я бригада тактической авиации.
С начала вторжения России на Украину в февраля 2022 года бригада принимает участие в боевых действиях. 15 июня 2022 года отмечена почетным знаком «За мужество и отвагу».
24 августа 2024 года президент Украины Владимир Зеленский присвоил бригаде почётное наименование «Призрак Киева».

## Обновление самолётного парка

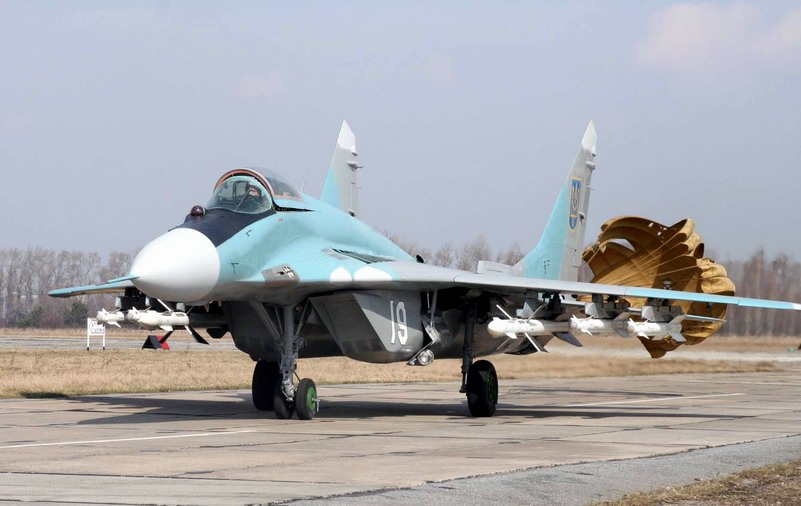
МиГ-29 40-й БрТА

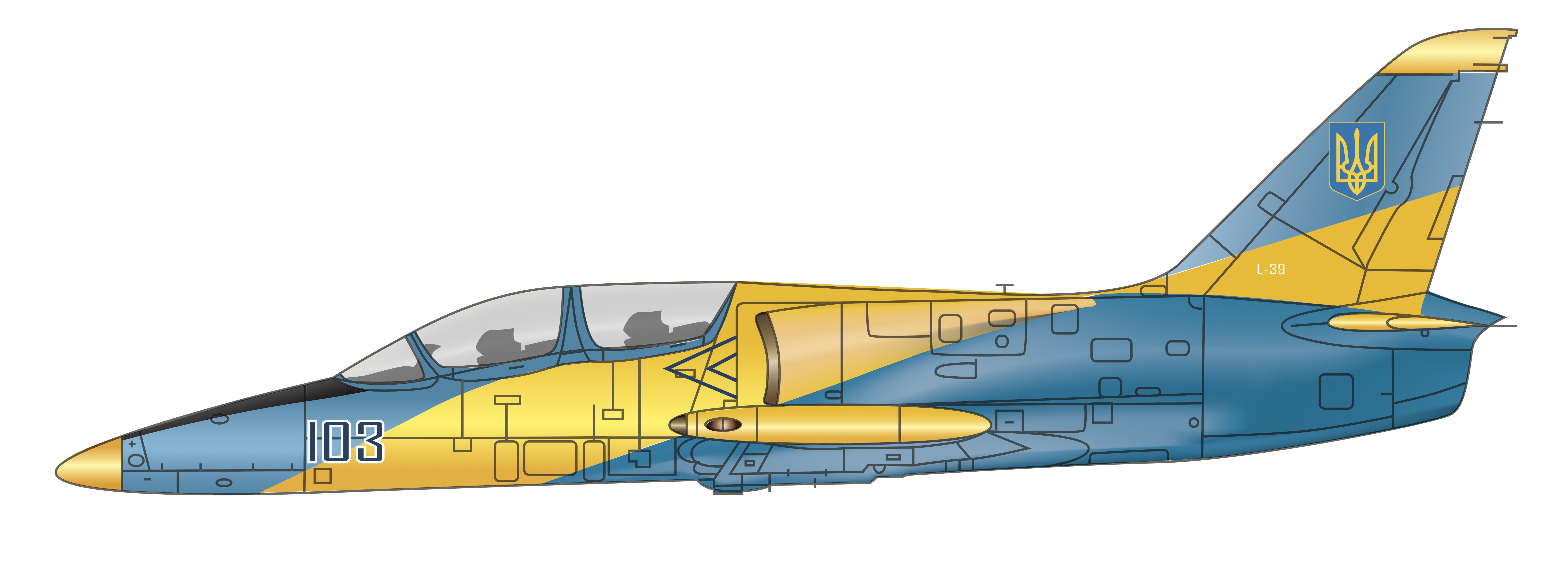
Л-39M1 40-й бригады тактической авиации

В 2012 году Миг-29УБ (б/н 111) из состава пилотажной группы «Украинские соколы» прошел ремонт на ЛДАРЗ, получил пиксельный камуфляж и новый б/н 90 «белый». По состоянию на 2017 год этот самолёт находился в составе 40-й бригаде тактической авиации.
В начале декабря 2015 года Одесский авиационный завод передал 40-й бригаде тактической авиации отремонтированный и модернизированный учебно-боевой самолёт L39М (б/н 07).
В 2016 году 40-й бригаде были переданы отремонтированные и модернизированные на ЛДАРЗ 2 истребителя Миг-29МУ1 (б/н 01, б/н 02).
По состоянию на начало сентября 2017 года, четыре Л-39М1 (бортовые номера 101, 102, 103, 107) и два Л-39М (бортовые номера 109 и 110) были сосредоточены в составе 40-й бригады тактической авиации и базировались на аэродроме Васильков.
14 октября 2017 года, по случаю Дня защитника Украины, снова состоялась передача техники Президентом Украины. Был передан отремонтированный и модернизированный истребитель МиГ-29МУ1 (б/н 06).
27 марта 2020 года, модернизированный и капитально отремонтированный истребитель Миг-29 был передан 40-й бригаде тактической авиации.
9 октября 2020 года Львовский государственный авиационно-ремонтный завод передал 40-й бригаде тактической авиации воздушного командования «Центр» ещё один модернизированный истребитель МиГ-29МУ1 (б/н 16).
7 декабря 2020 года, согласно сообщению на официальном сайте Министерства обороны Украины, авиаторы 40-й бригады тактической авиации воздушного командования «Центр» получили модернизированный истребитель МиГ- 29МУ1 (б/н 33). В рамках выполнения государственного оборонного заказа специалистами государственного предприятия «Львовский государственный авиационно-ремонтный завод» проведена модернизация систем и оборудования ресурсных показателей самолёта. В частности, на самолёт была установлена новая авионика и капитально отремонтированы двигатели.
В июне 2021 года ЛДАРЗ передал 40-й бригаде тактической авиации очередной истребитель МиГ-29МУ1 (б/н 19) после капитального ремонта и модернизации.

## Структура
- управление (в том числе штаб)
- 1-я авиационная эскадрилья (МиГ-29МУ1, МиГ-29/-29УБ, L-39 «Альбатрос»)
- 2-я авиационная эскадрилья (МиГ-29МУ1, МиГ-29/-29УБ, L-39 «Альбатрос»)
- батальон связи и радиотехнического обеспечения:
  - узел связи и радиотехнического обеспечения
  - узел связи
  - информационно-телекоммуникационный узел
- батальон аэродромно-технического обеспечения:
  - аэродромно-эксплуатационная рота
  - рота материального обеспечения
- 1-я рота охраны
- ТЭЧ авиационной и автомобильной техники
- группа подготовки и регламента
- пожарный взвод
- медицинский пункт[15]

## Аэродромы базирования[16]
- Васильков, Киевская область, 1993 — по настоящее время.

## Награды и наименования
| Награда                | Дата | За что получена |        |
| ---------------------- | ---- | --- | ------ |
| Орден Красного Знамени | 1945 | За образцовое выполнение боевых заданий командования в боях с немецкими захватчиками при овладении городом Будапешт и проявленные при этом доблесть и мужество | [ 17 ] |
| «Призрак Киева»        | 2024 | За героическую защиту столицы от российских воздушных атак | [ 18 ] |

## Командование
- полковник Подзолков Сергей Миронович
- полковник Емец Валерий Иванович (1996—2004 годы)
- полковник Черепенько Игорь Викторович
- полковник Захарчук Олег Григорович
- полковник Нагим Мусаев[19]
- полковник Петренко Иван Николаевич[20]
- полковник Кравченко Владимир Васильевич
- полковник Петренко Иван Николаевич[20]
- полковник Кравченко Владимир Васильевич
- полковник Фандеев Андрей Александрович[укр.]
- полковник Манюшкин Алексей Николаевич[укр.]
- полковник Матюшенко Михаил Юрьевич

## Потери
- 31 октября 1996 года при выполнении перелета по маршруту Кировское—Джанкой—Кировоград—Васильков потерпел катастрофу самолёт МиГ-29, пилотируемый зам. командира авиационной эскадрильи майором Олегом Куликом. Самолёт по неустановленной причине упал в Чёрное море. Летчик погиб.
- 12 октября 2014 года от ранений под Дебальцево умер солдат Александр Катрич.
- 2 марта 2022 года над Киевом был сбит майор Александр Бринжала (посмертно награждён званием Героя Украины)[21][неавторитетный источник].
- 13 марта 2022 года в бою погиб майор Степан Тарабалка (посмертно награждён званием Героя Украины)[22].
- 26 июня 2022 года в бою над Чёрным морем погиб полковник Михаил Матюшенко[23].

## Награды пилотов в военное время
| Пилот              | Звание            | Должность           | Награда                                               |
| ------------------ | ----------------- | ------------------- | ----------------------------------------------------- |
| Пасулька Роман     | Лейтенант         |                     | Орден «За мужество» III степени                       |
| Ерко Вячеслав      | Подполковник      | Командир эскадрильи | Орден Богдана Хмельницкого III степени, Герой Украины |
| Бринжала Александр | Майор             |                     | Орден Богдана Хмельницкого III степени, Герой Украины |
| Минко Вячеслав     | Майор             |                     | Орден «За мужество» III степени                       |
| Радионов Вячеслав  | Старший лейтенант |                     | Герой Украины                                         |
| Проказин Сергей    | Майор             |                     | Орден «За мужество» III степени                       |
| Коханский Владимир | Подполковник      |                     | Орден «За мужество» III степени                       |
| Герус Андрей       | Капитан           | Командир звена      | Герой Украины                                         |
| Пильщиков Андрей   | Капитан           |                     | Орден «За мужество» III степени                       |
| Коренчук Валентин  | Подполковник      | Командир            | Орден «За мужество» III степени                       |
| Дячишин Игорь      | Полковник         |                     | Орден Богдана Хмельницкого I степени                  |